# Chad le Clos
Chad Guy Bertrand le Clos (ur. 12 kwietnia 1992 w Durbanie) – południowoafrykański pływak specjalizujący się w stylu motylkowym i dowolnym, czterokrotny medalista igrzysk olimpijskich, wielokrotny mistrz świata, rekordzista świata na basenie 25-metrowym.

## Kariera pływacka
W grudniu 2010 roku w Dubaju le Clos wygrał zawody na 200 m stylem motylkowym w trakcie mistrzostw świata na basenie 25-metrowym.
Dwa lata później, na igrzyskach olimpijskich w Londynie wywalczył złoty medal na dystansie 200 m stylem motylkowym wygrywając z m.in. Michaelem Phelpsem. Srebrny medal zdobył na 100 m stylem motylkowym przegrywając z Phelpsem.
W sierpniu 2013 roku w Barcelonie na został dwukrotnym mistrzem świata w stylu motylkowym na dystansach 100 i 200 metrów.
Podczas mistrzostw świata na krótkim basenie, które odbyły się w grudniu 2014 r. zdobył 4 złote medale. Pierwszy z nich wywalczył w konkurencji 200 m stylem dowolnym w finale uzyskując czas 1:41,45. Kolejne złoto zdobył na dystansie 100 m stylem motylkowym, gdzie ustanowił rekord świata z czasem 48,44. W konkurencjach 50 i 200 m stylem motylkowym również zajął pierwsze miejsce, jednocześnie ustanawiając nowe rekordy mistrzostw (21,95 na 50 m i 1:48,61 na 200 m).
Rok później, na mistrzostwach świata w Kazaniu zdobył dwa medale. Na dystansie 100 m stylem motylkowym obronił tytuł mistrza świata z 2013 r. i jednocześnie ustanowił nowy rekord Afryki z czasem 50,56. W konkurencji 200 m stylem motylkowym wywalczył srebrny medal w finale uzyskując czas 1:53,68. Na 200 m stylem dowolnym był szósty. Startował również na dystansie 50 m stylem motylkowym, gdzie zajął 14. miejsce.
Na igrzyskach olimpijskich w Rio de Janeiro zdobył srebrny medal na dystansie 200 m stylem dowolnym. W finale uzyskał czas 1:45,20 i poprawił tym samym rekord Afryki. W konkurencji 200 m stylem motylkowym nie udało mu się obronić tytułu mistrza olimpijskiego z Londynu i zajął ostatecznie czwarte miejsce. Ostatnią konkurencją w której startował na igrzyskach było 100 m stylem motylkowym. Zdobył w niej srebrny medal ex aequo z László Csehem i Michaelem Phelpsem, kiedy wszyscy trzej pływacy uzyskali w finale czas 51,14.
Podczas mistrzostw świata na krótkim basenie w Windsorze wywalczył cztery medale. Został mistrzem świata w trzech konkurencjach: 50, 100 i 200 m stylem motylkowym. Na dystansie 100 m stylem motylkowym, na którym po raz trzeci z rzędu zdobył złoty medal, ustanowił także jedyny na tych zawodach indywidualny rekord świata (48,08), który przetrwał do 21 listopada 2020. Srebrny medal wywalczył w konkurencji 200 m kraulem, uzyskawszy czas 1:41,65.
W 2017 roku na mistrzostwach świata w Budapeszcie zwyciężył na 200 m stylem motylkowym, uzyskawszy czas 1:53,33. W półfinale 100 m stylem motylkowym z czasem 51,48 zajął 12. miejsce.